# Éléonore Denuelle

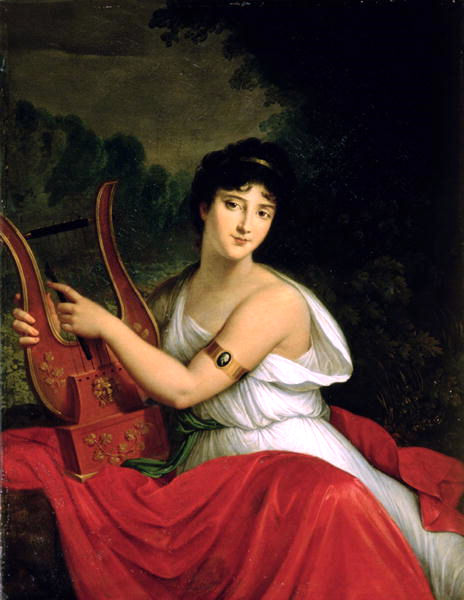
Éléonore Denuelle, Ölgemälde von François Gérard (1770–1837)

Louise Catherine Éléonore Denuelle, später Louise Catherine Éléonore Denuelle de la Plaigne, ab 1814 Comtesse de Luxbourg (Gräfin von Luxburg) (* 3. September 1787 in Paris; † 30. Januar 1868 ebenda) war die Geliebte Napoleon Bonapartes und die Mutter seines ersten Sohnes, Charles Léon Denuelle.

## Leben
Denuelle war die Tochter des Kaufmanns Dominique Denuelle (1748–1821) und dessen Ehefrau Françoise-Charlotte Couprie (1767–1850). 
Obwohl die Familie Denuelle nicht sehr wohlhabend war, kam Éléonore ins Mädchenpensionat von Jeanne Louise Henriette Campan, vermutlich in der Hoffnung, ihre Tochter später "gut" verheiraten zu können oder ihr eine einträgliche Anstellung zu ermöglichen. 
Beides ging nicht sofort in Erfüllung und umso größer war die Freude, als Capitain Jean François Revel-Honoré, ein – wie sich später herausstellte – selbst ernannter Offizier um die Hand ihrer Tochter anhielt. Die scheinbar gute Partie erwies sich bald als arbeitslos und verarmt. Nach zwei Monaten Ehe wurde ihr Gatte zu zwei Jahren Gefängnis verurteilt und ließ Éléonore mittellos zurück. Trotz der Schande verhalf ihr Mme Jeanne Campan zu einer Stelle als Vorleserin im Hause von Caroline Bonaparte, verheiratete Murat. Caroline verfolgte anscheinend von Anfang an das Ziel, Éléonore zur Geliebten ihres Bruders Napoleon zu machen, wahrscheinlich um ihrer verhassten Schwägerin Joséphine zu schaden. Éléonore ihrerseits erkannte schnell die Vorteile einer solchen Liaison und ertrug das wohl lästige Zusammensein mit dem Kaiser, indem sie die Uhr vorstellte und so seine Anwesenheit in ihrem Schlafgemach verkürzte. Im April 1806 wurde sie von ihrem Mann geschieden, nahm ihren Geburtsnamen wieder an und war schwanger. 
Napoléon zog seine Vaterschaft zwar in Zweifel, erhob seinen vermeintlichen Sohn aber in den Grafenstand und sicherte ihn finanziell ab. Zu Éléonore brach er jeglichen Kontakt ab. 
Am 4. Februar 1808 heiratete Éléonore in Paris Pierre Philippe Augier de la Sauzaye, einen Offizier, der in der Schlacht an der Beresina (26./28. November 1812) getötet wurde. Sie ließ sich in Mannheim nieder und machte dort die Bekanntschaft von Charles Auguste Émile Louis de Luxbourg und heiratete ihn am 23. Mai 1814. Ihr dritter Ehemann war Major der bayerischen Invasionstruppen, der später sogar zum Gesandten des badischen Herrscherhauses aufstieg und ab 1821 Intendant des Mannheimer Nationaltheaters war. 
Die letzten Jahre ihres Lebens lebte Éléonore von Luxburg (de Luxbourg) abwechselnd in Mannheim und Paris, wo sie am 30. Januar 1868 starb. Ihre letzte Ruhestätte fand sie auf dem Friedhof Père-Lachaise (41. Division).